# Jean Tinguely
Jean Tinguely (Friburg, 22 de maig de 1925 - Berna, 30 d'agost de 1991) va ser un pintor i escultor suís. És conegut sobretot per les seves màquines escultòriques d'art cinètic, en la tradició Dada; conegudes oficialment com a metamecànics. L'art de Tinguely satiritzava la sobreproducció sense sentit de béns materials en la societat industrial avançada.

## Biografia
Tinguely va créixer a Basilea, però es va traslladar a França el 1952 amb la seva primera dona, l'artista suïssa Eva Aeppli, per tal de seguir la seva carrera artística. Formava part de l'avantguarda parisenca de mitjan segle XX i va ser un dels artistes que va signar el manifest del Nou Realisme el 1960.
La seva obra més coneguda és una escultura que s'autodestrueix, titulada Homenatge a Nova York (1960), només parcialment destruïda, al Museu d'Art Modern de Nova York, encara que la seva obra posterior, Estudi per una fi del món Núm. 2 (1962), va detonar amb èxit davant d'una audiència reunida en un desert als afores de Las Vegas.
Tinguely es va casar amb la seva companya, l'artista suïssa Eva Aeppli el 1951. El 1971, es va casar amb la seva segona dona, Niki de Saint Phalle.

## Obra pública
- Chaos I (1974), escultura a The Commons, Columbus (Indiana, EUA)
- Le Cyclop (El Cíclop) afores de Milly-la-Forêt
- La Fontaine Stravinsky (Font de Stravinsky) prop del Centre Georges Pompidou, París (1983), en col·laboració amb Niki de Saint Phalle
- Fasnachtsbrunnen (Font de Carnaval) o Tinguelybrunnen (Font Tinguely) (1977), a Basilea
- La Font Salvavides a Königstrasse, a Duisburg (Alemanya), en col·laboració amb Niki de Saint Phalle
- La Font Jo Siffert (comunament anomenada Font Tinguely), Friburg (Suïssa)
- La Cascade, escultura a la recepció de l'edifici Carillon, Charlotte (Carolina del Nord, EUA)
- Métamatic escultures generatives (anys 1950)
- Luminator (1991), en qualitat de préstec fins al 2014 a l'EuroAirport, Basilea-Mulhouse

## Enregistraments de música de soroll
- 1963 ‘Sons d'escultura’, 7”, Minami Gallery, Tokyo, Japó (escultures de Tinguely enregistrades pel compositor d'avantguarda composer Toshi Ichiyanagi durant l'exposició japonesa).
- 1972 ‘Méta’, book+7_, Propyläen Verlag, Estocolm.
- 1983 ‘‘Escultures a la Tate Gallery, 1982_, Audio Arts cassette.
- 1983 ‘Meta-Harmonie H’ incl. in ‘Meridians 2_ compmqenan ate a pie.
- 2001 ‘Relleu Meta-Mechanique Sonore I’ incl. a la compilació ‘A Diagnosis', Revolver-Archiv Für Aktuelle Kunst, Frankfurt del Main, Alemanya.

## Influència
A Mickey One, d'Arthur Penn (1965) el mim conegut com l'Artista (Kamatari Fujiwara) amb la seva màquina autodestructiva és un tribut obvi a Tinguely.